# 始安郡
始安郡（しあん-ぐん）は、中国にかつて存在した郡。三国時代から唐代にかけて、現在の広西チワン族自治区桂林市一帯に設置された。

## 概要
265年（甘露元年）、三国の呉により零陵郡南部を分割して、始安郡が置かれた。始安郡は荊州に属した。
280年（太康元年）、晋が呉を滅ぼすと、始安郡は広州に転属した。始安郡は始安・始陽・平楽・茘浦・常安・熙平・永豊の7県を管轄した。東晋の成帝のとき、始安郡は荊州の属郡にもどされた。
452年（南朝宋の元嘉29年）、始安郡はまた広州に転属した。翌年、湘州に転属した。明帝のとき、始安郡は始建郡と改名した。宋の始建郡は始安・熙平・永豊・茘浦・平楽・建陵・楽化左の7県を管轄した。
南朝斉のとき、始安郡の称にもどされた。斉の始安郡は始安・茘浦・建陵左・熙平・永豊・平楽の6県を管轄した。
南朝梁のとき、桂州が立てられると、始安郡は桂州に転属した。
589年（開皇9年）、隋が南朝陳を滅ぼすと、始安郡は廃止されて、桂州総管府に編入された。607年（大業3年）に州が廃止されて郡が置かれると、桂州は始安郡と改称された。始安郡は始安・茘浦・平楽・桂林・象・陽寿・竜城・馬平・義熙・建陵・竜平・豪静・富川・陽朔・隋化の15県を管轄した。
621年（武徳4年）、唐が蕭銑を平定すると、始安郡は桂州と改められた。桂州は福禄・純化・興安・臨源・永福・陽朔・帰義・宣風・象の10県を管轄した。742年（天宝元年）、桂州は始安郡と改称された。757年（至徳2載）、始安郡は建陵郡と改称された。758年（乾元元年）、建陵郡は桂州と改称された。